# Eva Rodhe
Eva Sophia Rodhe, född 18 september 1836 i Harplinge socken i Hallands län, död 6 maj 1919 i Göteborg, var en svensk skolföreståndare.

## Biografi
Eva Rodhe var dotter till prosten Magnus Rodhe och Ejda Norman samt kusin till biskop Edvard Herman Rodhe. Hon övertog 1862 en privat flickskola i Uddevalla, som hon utvecklade till Uddevalla elementarläroverk för flickor.  Åren 1878–1881 studerade hon flickskoleväsendet i Tyskland, Italien och Frankrike.
Tillsammans med Maya Nymann grundade hon 1881 Praktiska arbetsskolan i Göteborg, där de införde ett särskilt slöjdsystem, som vunnit utbredning i England och Nordamerika under namnen "The Eva Rodhe system". I denna samskola, som tog emot barn redan från förskoleåldern, var Eva Rodhe verksam till 1904. Skolan hade högt anseende även utomlands och var internationellt känd som ett reformpedagogiskt experiment. År 1897 hade den 237 elever. Skolan upphörde 1914.
Rodhe var en auktoritet inom undervisningsfrågor och intresserade sig för skolköksundervisning, arbetsstugor, skollovskolonier och husmodersskolor. Som första kvinna i landet invaldes hon 1890 i Göteborgs folkskolestyrelse och deltog i arbetet med kvinnors rösträtt. Hon engagerade sig i dräktreformrörelsen.

## Eftermäle
Eva Rodhes gata i Göteborg är uppkallad efter henne.